# Nazionale maschile under 20 di calcio del Venezuela
La Nazionale di calcio del Venezuela Under-20 è la rappresentativa calcistica dell'Venezuela composta da giocatori Under-20; è affiliata alla CONMEBOL ed è posta sotto l'egida della Federación Venezolana de Fútbol.

## Partecipazioni e piazzamenti a competizioni internazionali

### Mondiali Under-20
| Anno   | Piazzamento      | G               | V               | N*              | P               | GF              | GS              |
| ------ | ---------------- | --------------- | --------------- | --------------- | --------------- | --------------- | --------------- |
| 1977   | Non qualificata  | Non qualificata | Non qualificata | Non qualificata | Non qualificata | Non qualificata | Non qualificata |
| 1979   | Non qualificata  | Non qualificata | Non qualificata | Non qualificata | Non qualificata | Non qualificata | Non qualificata |
| 1981   | Non qualificata  | Non qualificata | Non qualificata | Non qualificata | Non qualificata | Non qualificata | Non qualificata |
| 1983   | Non qualificata  | Non qualificata | Non qualificata | Non qualificata | Non qualificata | Non qualificata | Non qualificata |
| 1985   | Non qualificata  | Non qualificata | Non qualificata | Non qualificata | Non qualificata | Non qualificata | Non qualificata |
| 1987   | Non qualificata  | Non qualificata | Non qualificata | Non qualificata | Non qualificata | Non qualificata | Non qualificata |
| 1989   | Non qualificata  | Non qualificata | Non qualificata | Non qualificata | Non qualificata | Non qualificata | Non qualificata |
| 1991   | Non qualificata  | Non qualificata | Non qualificata | Non qualificata | Non qualificata | Non qualificata | Non qualificata |
| 1993   | Non qualificata  | Non qualificata | Non qualificata | Non qualificata | Non qualificata | Non qualificata | Non qualificata |
| 1995   | Non qualificata  | Non qualificata | Non qualificata | Non qualificata | Non qualificata | Non qualificata | Non qualificata |
| 1997   | Non qualificata  | Non qualificata | Non qualificata | Non qualificata | Non qualificata | Non qualificata | Non qualificata |
| 1999   | Non qualificata  | Non qualificata | Non qualificata | Non qualificata | Non qualificata | Non qualificata | Non qualificata |
| 2001   | Non qualificata  | Non qualificata | Non qualificata | Non qualificata | Non qualificata | Non qualificata | Non qualificata |
| 2003   | Non qualificata  | Non qualificata | Non qualificata | Non qualificata | Non qualificata | Non qualificata | Non qualificata |
| 2005   | Non qualificata  | Non qualificata | Non qualificata | Non qualificata | Non qualificata | Non qualificata | Non qualificata |
| 2007   | Non qualificata  | Non qualificata | Non qualificata | Non qualificata | Non qualificata | Non qualificata | Non qualificata |
| 2009   | Ottavi di finale | 4               | 2               | 0               | 2               | 10              | 5               |
| 2011   | Non qualificata  | Non qualificata | Non qualificata | Non qualificata | Non qualificata | Non qualificata | Non qualificata |
| 2013   | Non qualificata  | Non qualificata | Non qualificata | Non qualificata | Non qualificata | Non qualificata | Non qualificata |
| 2015   | Non qualificata  | Non qualificata | Non qualificata | Non qualificata | Non qualificata | Non qualificata | Non qualificata |
| 2017   | Secondo posto    | 7               | 5               | 1               | 1               | 14              | 3               |
| 2019   | Non qualificata  | Non qualificata | Non qualificata | Non qualificata | Non qualificata | Non qualificata | Non qualificata |
| 2023   | Non qualificata  | Non qualificata | Non qualificata | Non qualificata | Non qualificata | Non qualificata | Non qualificata |
| Totale | 2/23             | 11              | 7               | 1               | 1               | 14              | 8               |

* I pareggi includono anche le partite concluse ai calci di rigore

## Tutte le rose

### Campionato mondiale di calcio Under-20
Campionato del mondo Under-20 20091 Romo, 2 Á. Flores, 3 Salazar, 4 Velázquez, 5 F. Flores, 6 Ramírez, 7 Del Valle, 8 Parra, 9 Rondón, 10 Peña, 11 Fernández, 12 Piñero, 13 Camacho, 14 Rojas, 15 Pernía, 16 Morales, 17 Lezama, 18 Pérez, 19 Orozco, 20 Acosta, 21 Garcés, CT: Farías
Campionato del mondo Under-20 20171 Faríñez, 2 Velásquez, 3 Quero, 4 Ferraresi, 5 J. Hernández, 6 Makoun, 7 Peñaranda, 8 Herrera, 9 Peña, 10 Soteldo, 11 Chacón, 12 Graterol, 13 Hurtado, 14 García, 15 Sosa, 16 Lucena, 17 Mejías, 18 Ruiz, 19 Córdova, 20 R. Hernández, 21 Sánchez, CT: Dudamel

### Campionato sudamericano di calcio Under-20
Campionato sudamericano Under-20 1999P Tortolero, P Vega, D Halley, D Lanken, D Mea Vitali, D Pérez, D Rodríguez, D Toscano, D Villafraz, C Arango, C Figuera, C Chacón, C Navas, C Páez, C Sequera, A González, A Márquez, A Martín, A Rosa, A Torrealba, CT: Alonso
Campionato sudamericano Under-20 20011 Palomino, 2 Yacua, 3 Di Giorgi, 4 Croquer, 5 Mea Vitali, 6 Rouga, 7 Maldonado, 8 Rodríguez, 9 Morr, 10 Isea, 11 Martínez, 12 Cortina, 13 Aranda, 14 Presilla, 15 Murillo, 16 Romero, 17 González, 18 Quintero, 19 Leonett, 20 Arismendi, CT: Páez
Campionato sudamericano Under-20 2003P Cortina, P Moret, D Cichero, D W. Hernández, D Pérez, D Rodríguez, D Suavo, D Vizcarrondo, C Acosta, C Briceño, C Castro, C Chaurant, C E. Hernández, C Leonett, C Morales, C Tortolero, A Estévez, A Nunziata, A Rentería, A Suárez, CT: Páez
Campionato sudamericano Under-20 20051 Leal, 2 Espinoza, 3 Contreras, 4 Granados, 5 Pérez, 6 Mina, 7 Zafra, 8 Bosetti, 9 Seijas, 10 Ospina, 11 Perozo, 12 Cristaldo, 13 González, 14 Vargas, 15 Aponte, 16 Valdés, 17 Ramírez, 18 Guerra, 19 Di Julio, 20 Miku, CT: Carrero
Campionato sudamericano Under-20 20071 Rojas, 2 Rosales, 3 Yegüez, 4 Benítez, 5 Vargas, 6 Peidrahita, 7 C. González, 8 Rincón, 9 Antón, 10 Banquez, 11 Arias, 12 Pérez, 13 Chávez, 14 Erazo, 15 Rivas, 16 Pico, 17 Guerra, 18 García, 19 J. González, 20 Francisco, CT: Carrero
Campionato sudamericano Under-20 20091 Romo, 2 Fajardo, 3 Salazar, 4 Velázquez, 5 Flores, 6 Ramírez, 7 Del Valle, 8 Parra, 9 Rondón, 10 Peña, 11 Fernández, 12 Piñero, 13 Camacho, 14 Rojas, 15 Pernia, 16 Morales, 17 Lezama, 18 Figueras, 19 Varela, 20 Acosta, CT: Farías
Campionato sudamericano Under-20 20111 Lima, 2 Chancellor, 3 Lujano, 4 Villarroel, 5 Suárez, 6 Rivero, 7 González, 8 Peraza, 9 Febles, 10 Orozco, 11 Reyes, 12 Forero, 13 Wilker, 14 Mendoza, 15 Sánchez, 16 Clavijo, 17 Meza, 18 Martínez, 19 García, 20 Lugo, CT: Mathías
Campionato sudamericano Under-20 20131 Contreras, 2 Ángel, 3 Sifontes, 4 García, 5 Guerra, 6 E. Peraza, 7 R. Hernández, 8 Garcés, 9 Arteaga, 10 Añor, 11 Machís, 12 Herrera, 13 Terán, 14 Bolívar, 15 J. Peraza, 16 Morgillo, 17 Martínez, 18 Castillo, 19 Romo, 20 Zambrano, 21 J. Hernández, 22 Lugo, CT: Mathías
Campionato sudamericano Under-20 20151 Escorcia, 2 Mejía, 3 Cermeño, 4 Marrufo, 5 Guillén, 6 Díaz, 7 Murillo, 8 Sosa, 9 Ponce, 10 Savarino, 11 Azócar, 12 Velázquez, 13 Vargas, 14 Ramírez, 15 Carrillo, 16 Jiménez, 17 Reyes, 18 Peñaranda, 19 Páez, 20 Romero, 21 González, 22 Colmenares, 23 Moreno, CT: Echenausi
Campionato sudamericano Under-20 20171 Faríñez, 2 Velásquez, 3 Quero, 4 Ferraresi, 5 J. Hernández, 6 Rivas, 7 Balza, 8 Herrera, 9 Peña, 10 Soteldo, 11 Chacón, 12 Graterol, 13 Notaroberto, 14 H. García, 15 Saggiomo, 16 Lucena, 17 Mejías, 18 Ruiz, 19 Romero, 20 R. Hernández, 21 J. García, 22 Sánchez, 23 Córdova, CT: Dudamel
Campionato sudamericano Under-20 20191 Olses, 2 Bonilla, 3 Navarro, 4 Moreno, 5 Chiquillo, 6 Makoun, 7 Vargas, 8 Ramos, 9 Hurtado, 10 Sosa, 11 Peña Zauner, 12 Silva, 13 Mangana, 14 Ibarra, 15 Yriarte, 16 Echeverría, 17 Paredes, 18 Palmezano, 19 Herrera, 20 Gómez, 21 Anzola, 22 Varela, 23 Cásseres Jr., CT: Dudamel
Campionato sudamericano Under-20 20231 Rodríguez, 2 Uzcátegui, 3 Rivas, 4 Gómez, 5 Segovia, 6 Rojas, 7 Riasco, 8 E. Ruíz, 9 Kelsy, 10 Carmona, 11 Martínez, 12 Benítez, 13 Cova, 14 M. Ruiz, 15 Da Silva, 16 Jiménez, 17 Ortega, 18 Alcócer, 19 Vera, 20 Peña, 21 Roa, 22 Chacón, 23 Romero, CT: Coloccini
Campionato sudamericano Under-20 20251 Fulco, 2 Fung, 3 Milani, 4 Raap, 5 Quieto, 6 Tamayo, 7 Castillo, 8 Profeta, 9 Martínez, 10 Andrade, 11 Rodríguez, 12 Aspajo, 13 Balbo, 14 Pérez, 15 Tamiche, 16 Sequera, 17 Sánchez, 18 Cichero, 19 Suárez, 20 Romero, 21 Duarte, 22 M. Vegas, 23 J. Vegas, CT: Valiño